# Knud E. Rasmussen
Knud Ejvind Rasmussen (født 10. december 1934 i Sønderborg- død d.28. marts 2020) er en dansk arkitekt og byplanlægger.

## Uddannelse
Han er søn af grænsevagtmester Peder Ludvig Rasmussen og Manna Camilla Madsen og blev student fra Sønderborg Statsskole 1954. Med studier i 1954-56, 1958-60 og 1962-64 gennemførte han Kunstakademiets Arkitektskole. I 1960 besøgte han Finland.

## Karriere
Allerede via et studenterjob blev Knud E. Rasmussen i 1957 knyttet til Stadsarkitektens og Stadsingeniørens direktorater i Københavns Kommune, hvor hans hovedindsats kom til at ligge. Han har også været ansat hos Henning Larsen, i Albertslund Kommune og hos W. Beckmann i Helsinki. 1967-69 havde han egen tegnestue og underviste samtidig på Kunstakademiets Arkitektskole. 1967-70 var han redaktør af Byplan.
I 1964 vandt Rasmussen i samarbejde med studiekammeraten Seth Seablom første præmie i den nordiske konkurrence om nye bolig- og bytyper, PH-konkurrencen efter ophavsmanden Poul Henningsen. Forslaget til terrasserede etagehuse i tæt samspil med nærmiljøet repræsenterede en nytolkning. I 1965 fremkom hans analyse af Strøget i København med forslag til forbedringer, bl.a. opførelse af en bygning, der skulle skille Gammel- og Nytorv. Samme år udførte han et projekt for et område på Vestamager, som indeholdt en fornem analyse af Københavns mulighed for at blive et skandinavisk udviklingscenter. Denne projekt blev siden til Ørestad, som Knud E. Rasmussen altså stod fadder til. Selve udformningen er dog baseret på et førstepræmieprojekt af en finsk arkitektgruppe til den nordiske arkitektkonkurrence for bydelen i 1994.
I sin tid i Københavns Kommune avancerede Rasmussen fra tegnestueleder til ansat ved City Plan Vests kontor (1965-67) til kommitteret i Plandirektoratet 1984, hvorfra han samme år blev overført til Overborgmesterens afdeling. Han var planchef i kommunen fra 1987 og blev i 1994 direktør i Plan- og Ejendomsdirektoratet, hvilket han var til 2000, da han gik på pension.
Hans karriere i Københavns Kommune var afbrudt af en tid som chefarkitekt i Kooperativ Byggeindustri A/S 1969-83, hvor han bl.a. var med til at designe tæt-lav-bebyggelsen Gadekæret i Ishøj Kommune og sanere Den sorte firkant på Nørrebro. Rasmussens tilnavn som "Sorte Knud" skulle dog ikke stamme herfra, men fra hans påklædning.

## Hæder
Han modtog Fengers Legat 1969 og præmie for Gadekæret på den internationale arkitekturbiennale i Sofia 1983. Samme bebyggelse indbragte ham i 1978 Betonelementprisen. I 1994 modtog han Byggesocietetets hæderspris.
Han har siden 17. december 1960 (i Helsinki) været gift med lærer Carole Forrest Willey (født 1. januar 1937 i Urmston, Manchester, England), datter af forsikringsagent Alexander McNeilly Willey og Agnes Dodds Forrest.

## Værker
- Almennyttig boligbyggeri advedøre stations by. 2000 boliger. Center og børneinstitutioner.
- Lille Birkholm , Herlev kommune , 2000 boliger. Børneinstitutioner , plejehjem og center.
- Indre Nørrebro fornyelse, 1500 boliger.
- Byfornyelse på Vesterbro
- Sanering af den sorte firkant på Nørrebro for KBI, København (1976-79)
- Boligbebyggelse for KBI, Gadekæret, Ishøj (1979)

### Konkurrencer
- PH-konkurrence, byudvikling, byfornyelse (1964, 1. præmie, s.m. Seth Seablom)
- Nordisk konkurrence, Vestamager (1965, 2. præmie, s.m. samme)
- Nordisk konkurrence, bolig- og bytyper (1965, 1. præmie, s.m. samme)
- Industriens Hus m.m. (1965, s.m. samme)
- Ændring af Strøgets udformning, København (1965, s.m. samme)
- Dispositions- og bebyggelsesplan for Herning (1966, s.m. samme)